# Fachbuchverlag Pfanneberg
Die Fachbuchverlag Pfanneberg GmbH & Co. KG ist eine deutsche Verlagsgesellschaft im Haaner Stadtteil Gruiten.
Der Verlag wurde 1949 in Gießen mit dem Ziel gegründet, die Arbeit des bis 1945 existierenden Heinrich-Killinger-Verlags fortzusetzen. Die Schwerpunkte im Verlagsprogramm blieben dabei Konditorei und Gastgewerbe. In den 1970er Jahren spezialisierte sich der Verlag weiter und setzte den Schwerpunkt im Verlegen von Schul- und Fachbüchern der Gastronomie und nahrungsmittelverarbeitenden Industrie.
Im Jahr 1997 übernahm der Verlag Europa-Lehrmittel die Firma vom Gründer. Neben dem Ausbau des Buchangebots werden seitdem auch elektronische Medien wie CDs und DVDs hergestellt und verkauft. Seitdem ist der Sitz der GmbH neben Europa-Lehrmittel in Haan-Gruiten.
Im Jahr 2016 erschienen die ersten Pfanneberg-Apps. Mit bis zu 1000 Fragen bieten sie eine Vorbereitung auf die Prüfung als Koch, Hotel- oder Restaurantfachmann.

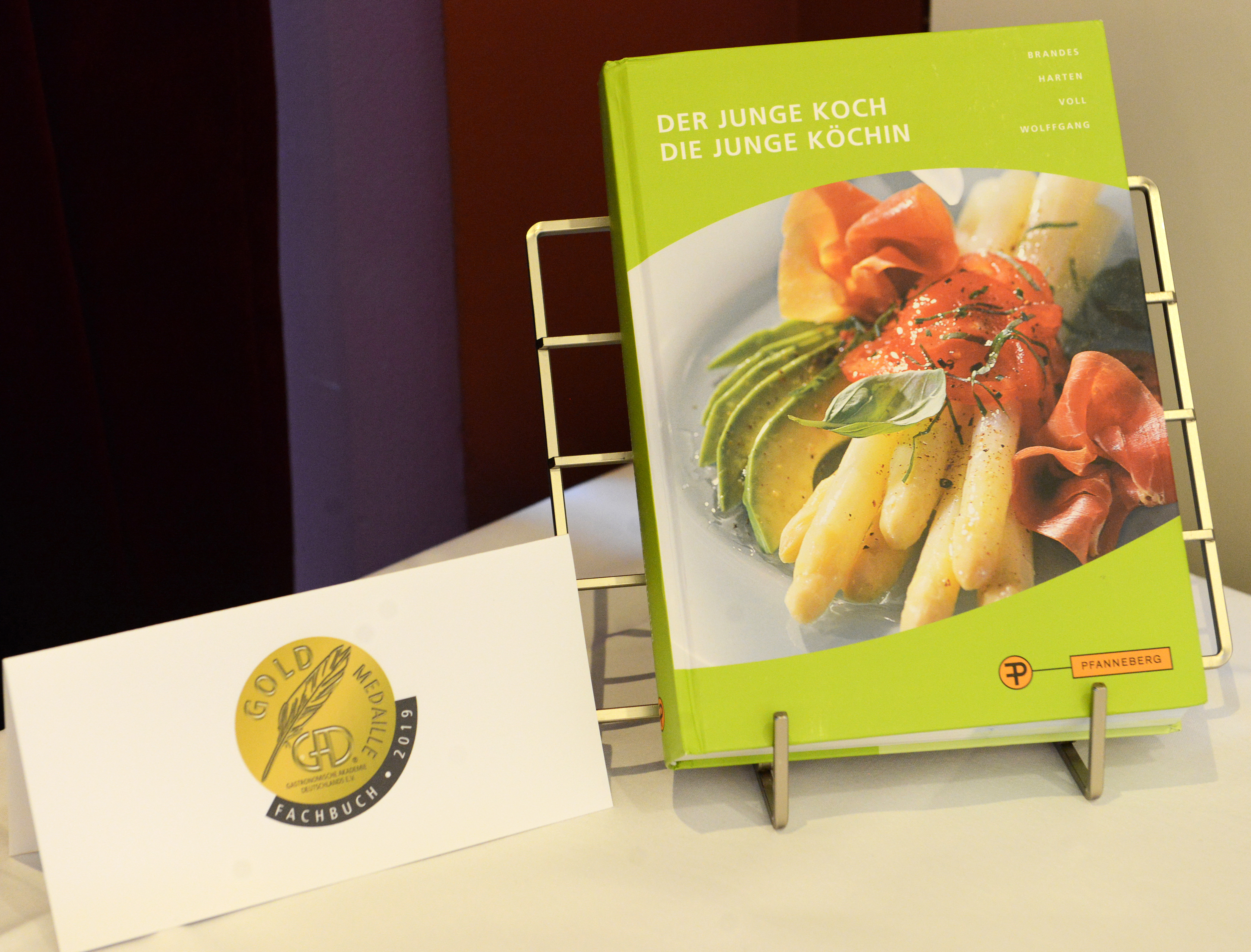
Goldmedaille für „Der junge Koch/Die junge Köchin“ beim Literarischen Wettbewerb 2019 der Gastronomischen Akademie Deutschlands (GAD).

Seit 2017 stehen viele Titel zusätzlich als digitales Buch für das virtuelle Medienregal Europathek bereit. Für die Prüfungsvorbereitung werden Pfanneberg-Inhalte auf der Lernplattform Prüfungsdoc als Online-Kurse aufbereitet. 
Eines der wichtigsten Bücher des Verlags ist das Buch Der Junge Koch der Autoren Grüner, Metz und Hummel. Es wurde seit seiner Erstauflage 1937 über 500.000 mal verkauft und gilt als Standardwerk. Beim literarischen Wettbewerb der Gastronomischen Akademie Deutschlands wurde das Werk 1974 und 2019 mit der Goldmedaille ausgezeichnet. Inzwischen erscheint es unter dem Titel Der junge Koch/Die junge Köchin. Für die 37. Auflage wurde das Buch 2018 grundlegend überarbeitet, neu bebildert und als Medienkombination zusammen mit einem ergänzenden Web-Support herausgegeben.

## Wichtige Publikationen
- Richard Hering: Herings Lexikon der Küche. International anerkanntes Nachschlagewerk für die moderne und klassische Küche. Hrsg.: F. Jürgen Herrmann. 25., erweiterte Auflage. Pfanneberg, Haan-Gruiten 2012, ISBN 978-3-8057-0663-6 (Jubiläumsausgabe mit CD-ROM, Erstausgabe 1907).
- Auguste Escoffier: Kochkunstführer. Hand- und Nachschlagebuch der klassischen französischen Küche und der feinen internationalen Küche. 15. Auflage. Pfanneberg, Haan-Gruiten 1998, ISBN 3-8057-0384-8 (Originaltitel: Guide Culinaire. Übersetzt von W. Bickel, autorisierte deutsche Übersetzung der 5. französischen Auflage).
- Hans Szameitat, Reinhold Metz: Die Kalte Küche. 10. Auflage. Pfanneberg, Haan-Gruiten 2005, ISBN 3-8057-0487-9.
- Frank Brandes, Hermann Grüner, Conrad Krödel, Reinhold Metz, Marco Voll, Thomas Wolffgang: Der junge Koch/Die junge Köchin. 37. Auflage. Pfanneberg, Haan-Gruiten 2018, ISBN 978-3-8057-0726-8.